# Ayr United Football Club
Ne doit pas être confondu avec Ayr Football Club.
Maillots
Actualités
Dernière mise à jour : 1 er août 2024.
Le Ayr United Football Club est un club écossais de football basé à Ayr.

## Historique
- 1910 : fondation du club par fusion de Ayr FC (fondé en 1888 par fusion d' Ayr Thistle et d' Ayr Academicals) et de Ayr Parkhouse (fondé en 1886)
- 1913 : 1re participation au championnat de 1re division (saison 1913/14)
- 2018 : promu à Scottish Championship (D2)

## Palmarès et records

### Palmarès
- Coupe de la Ligue écossaise (0)
  - Finaliste : 2002

- Championnat d'Écosse de deuxième division (6)
  - Champion : 1912, 1913, 1928, 1937, 1959, 1966

- Championnat d'Écosse de troisième division (2)
  - Champion : 1988, 1997

- Scottish Challenge Cup (0)
  - Finaliste : 1991, 1992

## Joueurs et personnalités du club

### Entraîneurs
Le tableau suivant présente la liste des entraîneurs du club depuis 1910.
| Rang | Nom              | Période   |
| ---- | ---------------- | --------- |
| 1    | Committee        | 1910-1914 |
| 2    | Herbert Dainty   | 1914-1915 |
| 3    | Lawrence Gemson  | 1915-1918 |
| 4    | John Cameron     | 1918-1919 |
| 5    | James McDonald   | 1919-1923 |
| 6    | Jimmy Richardson | 1923-1924 |
| 7    | Jimmy Hay        | 1924-1926 |
| 8    | Archie Buchanan  | 1926-1931 |
| 9    | Alex Gibson      | 1931-1935 |
| 10   | Frank Thompson   | 1935-1937 |
| 11   | Neil McBain      | 1937-1938 |
| 12   | Bob Ferrier      | 1945-1948 |
| 13   | Archie Anderson  | 1949-1953 |

| Rang | Nom            | Période   |
| ---- | -------------- | --------- |
| 1    | Reuben Bennett | 1953-1955 |
| 2    | Neil McBain    | 1955-1956 |
| 3    |                | 19        |
| 4    | Neil McBain    | 1962-1963 |

| Rang | Nom | Période |
| ---- | --- | ------- |

### Joueurs emblématiques
- James Grady
- Alex Massie
- Jimmy Hay
- Bobby Russell
- Neil McBain
- Chic Charnley
- Colin McGlashan